# Espero katolika

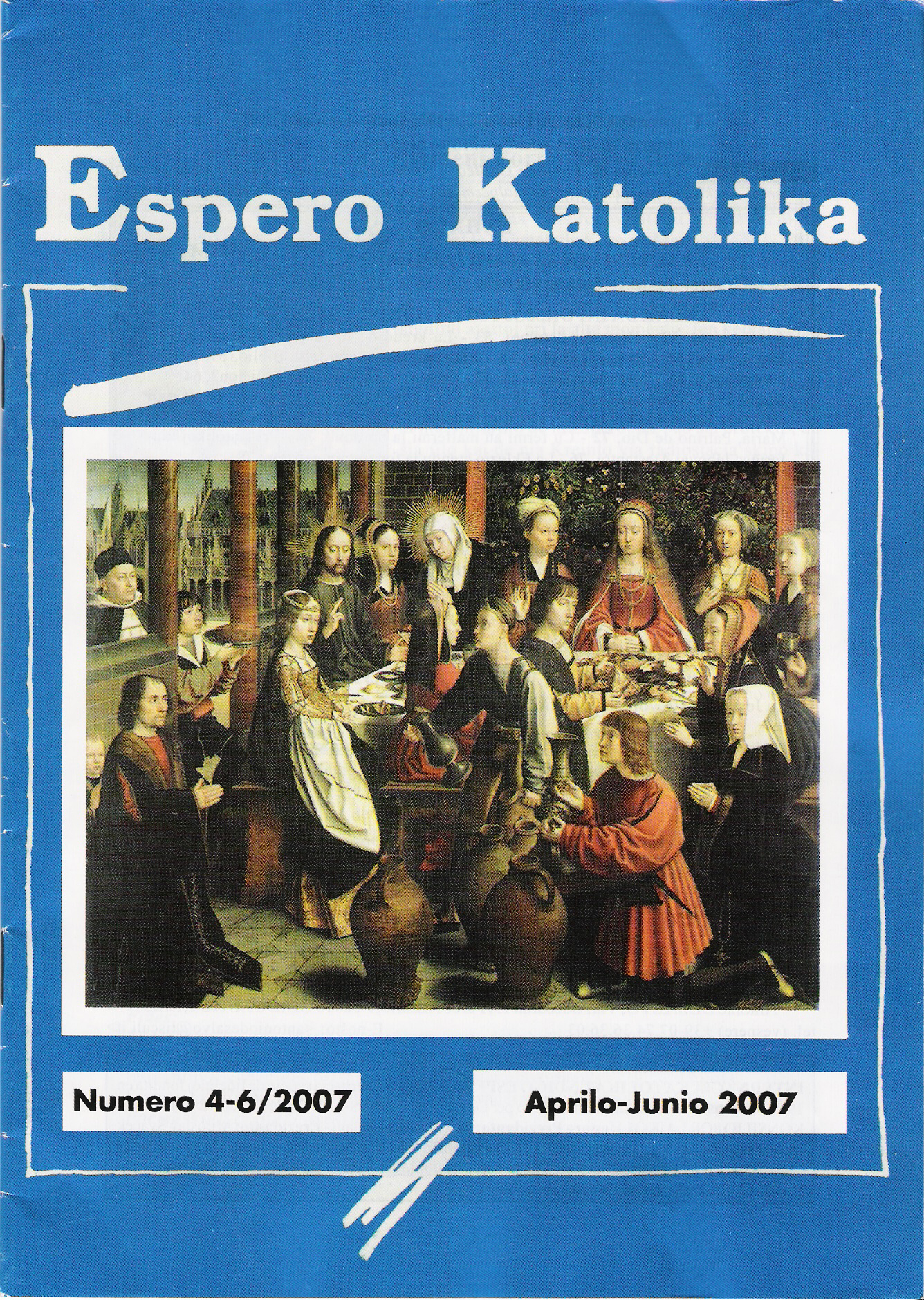
La copertina del numero di Espero katolika di aprile-giugno 2007.

Espero katolika (Speranza cattolica) è una rivista esperantista fondata nel 1903, rivolta ai cattolici che parlano la lingua internazionale esperanto.
È la più antica rivista in lingua esperanto tuttora pubblicata: dal 1903 ad oggi ha interrotto le pubblicazioni solo nel corso delle due guerre mondiali.
Primo redattore fu il sacerdote Emile Peltier, di Tours (Francia). Già nel 1902 sotto il titolo Espero Katolika furono pubblicati dei testi in Esperanto nella rivista francese "L'Aube". Su proposta di un altro esperantista cattolico francese, Henri Auroux, che spingeva per un'autonoma organizzazione dei cattolici nel quadro del movimento esperantista, Peltier diede alle stampe il primo numero della rivista nell'ottobre 1903.
Una malattia lo uccise ben presto: Peltier morì a Lourdes nel 1909, ad appena 39 anni di età.
Nel corso dei decenni di vita, la rivista ha ricevuto molteplici segni di supporto da parte delle autorità della Chiesa cattolica. Uno dei vanti è di aver avuto in copertina ben 3 cardinali, successivamente diventati pontefici della Chiesa cattolica.
Per due redattori - Juan Font i Giralt e Max Metzger - è in corso la causa di beatificazione presso la Chiesa cattolica.
L'attuale redattore è Carlo Sarandrea.